# Razzo di Mannheim

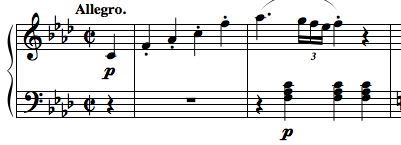
L'inizio della sonata per pianoforte n. 1 di Ludwig van Beethoven.

Il razzo di Mannheim (nell'originale in tedesco, Mannheimer Rakete) è una veloce sequenza ascendente di note musicali (ad esempio un arpeggio o una scala diatonica) nella melodia, a volte accompagnata da un crescendo.
Solitamente si trova all'inizio di una composizione o di una frase musicale (è riscontrabile, ad esempio, all'inizio del quarto movimento della sinfonia n. 40 di Wolfgang Amadeus Mozart, all'inizio della sonata per pianoforte n. 14 di Mozart e all'inizio della sonata per pianoforte n. 1 di Ludwig van Beethoven) e costituisce una sorta di impulso ritmico.
Il termine, coniato nel XIX secolo dal musicologo Hugo Riemann, allude alla rapida ascesa di un razzo, rappresentato dall'esuberanza delle note, e alla cosiddetta scuola di Mannheim, una corrente stilistica nata in quella città che utilizzava spesso questo espediente compositivo.